# Esan Ozenki Records
Esan Ozenki (en castellano: «Dilo alto» o «Grítalo alto») fue una discográfica del País Vasco durante 1991 y 2001, llegando a editar 200 referencias. Fue fundada por el grupo musical Negu Gorriak. Cuando el grupo se disolvió definitivamente en 2001, disolvió también Esan Ozenki. Después de una reorganización, se convirtió en Metak.
Paralelo a Esan Ozenki apareció el subsello Gora Herriak  («Vivan los pueblos»), con el que editaron material de artistas de fuera del País Vasco (Inadaptats, de Cataluña; Antón Reixa, de Galicia; Hechos Contra el Decoro, de Madrid...) y otros grupos de talla internacional (Banda Bassotti, de Italia; Todos Tus Muertos, de Argentina; Wemean, de Suiza, Zebda, de Francia, Aztlan Underground, de Estados Unidos).

## Historia
La discográfica apareció en el panorama musical vasco en 1991, cuando el grupo Negu Gorriak decide apostar por la autogestión y autoedición. Crearon así Esan Ozenki, en principio ideada para editar su propio material y el de grupos vascos que cantasen en euskera y con los que tuviesen cierta afinidad política:
Dispuestos a romper todas las barreras idiomáticas que imponen los poderosos mantenemos el euskara (lengua vasca) como vehículo de expresión y principal seña de identidad tanto del propio sello como de todos los grupos que representamos.
En su modo de funcionamiento, el grupo se fijó en pequeños sellos independientes como Dischord, Factory Records o Alternative Tentacles. El funcionamiento, por tanto, era horizontal y asambleario. No había pagos por copia vendida, sino que los beneficios se repartían al 50% entre la discográfica y el grupo. Esan Ozenki se hacía cargo de los gastos de grabación, producción y masterización, así como de la promoción. Para la distribución emplearon distribuidoras independientes por toda Europa, Japón, Latinoamérica y Estados Unidos.
El nombre Esan ozenki es el título de la primera canción del primer álbum de Negu Gorriak, que a su vez aludía a la canción de James Brown «Say It Loud / I'm Black and I'm Proud» («Dilo alto / Soy negro y estoy orgulloso»).
Aunque su estrategia primigenia era difundir y potenciar el uso del euskera en la música, esta se vio superada en 1994, cuando crearon el subsello Gora Herriak, con el que editaron material de grupos que no cantaban en euskera, internacionalizando así su catálogo. Las primeras referencias del subsello fueron Dale aborigen de los argentinos Todos Tus Muertos y Avanzo Di Cantiere de los italianos Banda Bassotti.
Cuando Negu Gorriak ganó el juicio contra Enrique Rodríguez Galindo, los miembros del grupo decidieron reorganizar la compañía. La excusa era contundente: Esan Ozenki había surgido como un brazo más de Negu Gorriak. Si el grupo se separaba, la compañía también. Así, cuando Negu Gorriak se separaron definitivamente en 2001, la compañía se reorganizó como Metak.

## Artistas en catálogo

### Esan Ozenki
| - 2Kate - Akauzazte - Ama Say - Anari - Anestesia - Baldin Bada - BAP!! - Basque Electronic Diaspora - Betagarri | - Beti Mugan - Danba - Deabruak Teilatuetan - Debekatua - Delirium Tremens - Dut - EH Sukarra - Etsaiak - Fermin Muguruza | - Fermin Muguruza eta Dut - Jabier Muguruza - Jauko Barik - Joxe Ripiau - Kashbad - King Mafrundi - Kortatu - Les Mecaniciens - Lif | - Lin Ton Taun - Lisabö - Negu Gorriak - Π L.T. - Ruper Ordorika - Selektah Kolektiboa - Skunk - Su Ta Gar - Xabier Montoia |

### Gora Herriak
- Antón Reixa
- Aztlan Underground
- Banda Bassotti
- Garaje H
- Hechos Contra el Decoro
- Inadaptats
- Lumumba
- Nación Reixa
- Todos Tus Muertos
- Wemean
- Zebda

## Recopilatorios
Esan Ozenki editó una serie de recopilatorios con canciones de los diferentes artistas que tenía en catálogo:
- Esan Ozenki 1991-1994. Recopilatorio resumen de los tres primeros años de andadura.
- Independentzia 5 Urtez. Disco editado con motivo del quinto aniversario del sello.
- Independentzia 10 Urtez. Última referencia del sello. Se editó con motivo del décimo aniversario del sello y se convirtió en su último disco editado. Hizo la referencia número 200.
- Gora Herriak 95-98. Recopilatorio con las bandas del subsello «Gora Herriak».
- Ikastola Berria Eraik Dezagun Zuberoan. Recopilatorio con canciones infantiles interpretadas por artistas de su catálogo. Sirvió para apoyar la construcción de la ikastola de Sohüta, en el País Vasco francés.
- Factory 9. Recopilatorio editado para distribuir exclusivamente con el número 9 de la revista Factory.
- Rockdelux 166. Recopilatorio editado para distribuir exclusivamente con el número 166 de la revista Rockdelux.
- Hau Da Ene Ondasun Guzia. Disco-libro editado junto a la editorial Txalaparta. En el CD aparecen diferentes grupos vascos (no todos de Esan Ozenki) interpretando canciones basadas en poemas de Joseba Sarrionandia, además de poemas declamados por el propio autor. En el libro aparecen todos esos poemas ilustrados por el propio autor y traducidos al castellano, inglés, francés y alemán.